# F.E. Williams
Pour les articles homonymes, voir Francis Williams et Williams.
Francis Edgar Williams (Malvern, 9 février 1893—Chaîne Owen Stanley 12 mai 1943) est un anthropologue australien qui a travaillé pour l'administration du Territoire de Papouasie de 1922 à 1942. 

## Biographie
Éduqué à Kyre College, une école baptiste d'Australie-Méridionale, Williams sort diplômé de l'université d'Adélaïde en 1914 avec les honneurs, ce qui lui vaut une bourse Rhodes pour étudier à l'université d'Oxford. Il décide cependant de s'enrôler dans la Force impériale australienne. Affecté comme lieutenant au 32e bataillon, il combat en France puis dans le Caucase. En 1919, il accepte sa bourse et rejoint Balliol College où il étudie durant deux ans l'anthropologie. Début 1922, peu après avoir été de nouveaux diplômé avec de très bons résultats, il rencontre le lieutenant-gouverneur de Papouasie Hubert Murray, lequel chercheur un jeune diplômé d'Oxford vigoureux pour assister l'anthropologue gouvernemental, le docteur William Mersh Strong, qui était plus un médecin qu'un chercheur.
Nommé le 8 mars 1922, Williams est promu anthropologue gouvernemental lorsque Strong prend sa retrait en 1928, et conserve cette position jusqu'à la fin de l'existence du Territoire en 1942. Un des rares anthropologues de son temps capable de passer deux décennies au même endroit sans avoir à retourner régulièrement en métropole pour enseigner, il réalise durant ces vingt années un travail de terrain approfondi et publie de nombreux ouvrages et articles, aussi bien monographiques que généraux. En 1935, son manifeste The Blending of Culture connaît un certain succès dans le monde scientifique anglo-saxon. Souvent d'accord avec Murray, Williams n'est jamais entravé par l'omnipotent administrateur dans ses recherches.
Lorsque la Seconde Guerre mondiale atteint le Pacifique Sud en décembre 1941, Williams retourne en Australie et rejoint de nouveau l'armée comme lieutenant. Il écrit notamment un manuel conseillant les soldats stationnés en Nouvelle-Guinée dans leurs relations avec les Papous, You and the Native. Promu capitaine en novembre 1942, il est nommé officier de liaison auprès de l'Australian New Guinea Administrative Unit (en) début 1943. Il meurt le 12 mai de cette année, lorsqu'un avion qui le transporte s'écrase par mauvais temps contre la chaîne Owen Stanley, à 20 kilomètres au sud de Kokoda.

## Référence
- (en) Michael W. Young et Julia Clark, An Anthropologist in Papua. The Photography of F.E. Williams, 1922-39, Adelaide : Crawford House Publishing, 2002.